# Фишбейн, Александр Григорьевич
Александр Григорьевич Фишбейн (англ. Alexander Gregory Fishbein; род. 8 мая 1968, Ленинград) — американский шахматист, гроссмейстер (1992).

## Биография
В возрасте четырёх лет научился шахматам у своего отца, учёного Григория Абрамовича Фишбейна, который является мастером второй категории. Семья иммигрировала в США в 1979. В 1985 выиграл первый турнир чемпионов школ имени Арнолда Денкера. В 2018 также выиграл первый национальный турнир среди старших чемпионов штата имени Джона Т. Ирвина, повторив эту победу в 2020. В 1990-х выиграл турниры в Ставангере и Хернинге, и разделил первое место на нескольких крупных турнирах в США, включая World Open (1999) и National Open. Четыре раза играл в чемпионате США по шахматам в 2000-х (лучший результат: восьмое место в 2006 году). С 2012 регулярно участвовал в турнирах Гран-при, много раз финишировал.
Работает в сфере финансов с 1993, уделяя особое внимание инвестициям и торговле ипотечными ценными бумагами с 2005, зарегистрирован в FINRA. У него и его жены Ланы трое детей: Эллен, Сэмюэл и Митч.

## Публикации
- Fishbein, Alexander (1993), King and Pawn Endings, American Chess Promotions, ISBN 0-939298-39-2.
- Fishbein, Alexander (1996), Fischer!, R & D Publishing, ISBN 1-883358-11-6.
- Fishbein, Alexander (2017), The Scotch Gambit, Russell Enterprises, ISBN 978-1-941270-74-5.
- Fishbein, Alexander (2021), The Exchange French Comes to Life, Russell Enterprises, ISBN 978-1-949859-29-4.

## Изменения рейтинга
| Графики недоступны из-за технических проблем. См. информацию на Фабрикаторе и на mediawiki.org. |